# توشيوكي موريكاوا
توشيوكي موريكاوا (باليابانية: 森川智之 موريكاوا توشيوكي) هو مؤدي أصوات ياباني ولد في 26 يناير 1967 في شيناغاوا، طوكيو.

## أدواره في الأنمي

### مسلسلات أنمي تلفزيونية
- إينوياشا - ناراكو
- إينوياشا: الجزء الأخير - ناراكو
- كيو كارا ماو! - كونراد ويلر
- جونجو رومانتيكا - ريويتشيرو إيساكا
- المحقق كونان - شوكيتشي هانيدا
- دي جرايمان - تيكي ميك
- بيرسيرك - غريفيث
- لاست إكسايل - أليكس رو
- ناروتو - كيميمارو
- ناروتو شيبودن - كيميمارو, ميناتو ناميكازي
- سبيد غرافر - تشوجي سويتنغو
- ون بيس - إينير، هاتشان، سكوبر غابان
- X - سييتشيرو آوكي
- أبطال الديجيتال الجزء الثاني - مومياء، شاهر, صنبوع
- MADLAX - كاروسوا دون
- فل ميتال بانيك؟ فوموفو - أتسونوبو هاياشيميزو
- فل ميتال بانيك! Invisible Victory - أتسونوبو هاياشيميزو
- سلام دانك - زميل حسان، نورس
- يو يو هاكوشو - شيشيواكامارو
- ديفل ماي كراي - دانتي
- بليتش - إيشّين كوروساكي، كانامي توسن، تسوباكي
- فلينت محقق الزمن - موزارت
- سباق التحدي - ريك ويلر
- نانا - تاكومي إيتشينوسي
- كاشرن سينز - ديو
- المقيم الأبدي - غييتشي
- نزيل الظلام - سييتشيرو تاتسومي
- بيسميكر كوروغاني - إيتشيمورا ريونوسكي
- سنغوكو باسارا - كاتاكورا كوجورو
- سنغوكو باسارا تو - كاتاكورا كوجورو
- برج درواغا 〜the Sword of URUK〜 - أوراغون
- هاجيمي نو إيبو - ألكسندر فولغ زانغيف
- هاجيمي نو إيبو Rising - ألكسندر فولغ زانغيف
- بوكيمون - هونتر، برونو
- التنين الأزرق - عرفان
- جنود السايبورغ - كين
- إينيشيال دي Fourth Stage - دايكي نينوميا
- كآبة هاروهي سوزوميا - يوتاكا تامارو
- اختفاء ناغاتو يوكي-تشان - يوتاكا تامارو
- رايدباك - كيفر
- هاكوؤكي: الدم الأزرق - ماتسودايرا كاتاموري
- وولفرين - سايكلوبس
- إكس-من - سكوت سامرز/سايكلوبس
- الأرجوحة الطائرة - كوهيه ياماشيتا
- سكال مان - ماساكي كوماشيرو
- طريق السلام - فارس
- ماغي: The Labyrinth of Magic - أوغو
- ماغي: The Kingdom of Magic - أوغو
- هيوكا - مونيوشي كوغاياما
- سورد آرت أونلاين - سيجيرو كيكوؤكا (Extra Edition)
- سورد آرت أونلاين II - سيجيرو كيكوؤكا/كريسهايت
- حرب السحر - تسوغاناشي آيبا
- كابتن إيرث - تايو ماناتسو
- تيرافورمارز - شيتشيسي هيروما
- معرض الفن المزيف - ريجي فوجيتا
- دورارارا!! ×2 المقدمة - إيغور
- دورارارا!! ×2 المنتصف - إيغور
- دورارارا!! ×2 الخاتمة - إيغور
- حماس كرة القدم - رين فورويا
- ون بنش مان - بوروس
- لعبة الجوكر - أماري
- قبضة نجم الشمال بنكهة الفراولة - شين
- فايري تايل - مارد غير
- مغامرة جوجو الغريبة: الماس لا ينكسر - يوشيكاغي كيرا, كوساكو كاواجيري
- دانغانرونبا 3: نهاية أكاديمية قمة الأمل - كيوسكي موناكاتا
- بونغو ستراي دوغز - بو
- مرحبا بك في قاعة الرقص - كانامي سينغوكو
- عروس الساحر - سايمون كالوم
- بلاك كلوفر - يوليوس نوفاكرونو
- المدير الأوسط تونيغاوا - يوكيو تونيغاوا
- بنانا فيش - بلانكا
- شينيا! تينساي باكابون - هونكان-سان
- أسوبي أسوباسي - شقيق أوليفيا
- ماغميل اللازوردي - شويين
- ميجي طوكيو رينكا - تشارلي
- إندكس معينة خاصة بالسحر III - فياما
- ميد إن أبيس - بوندرود
- بلاك لاغون - مستر تشانغ
- الشجعان العشرة - يوكيمورا سانادا
- بلاتينوم إند - ناناتو موكايدو
- كرايون شين-تشان - هيروشي نوهارا (الصوت الثاني)
- سيف قاتل الشياطين - كاغايا أوبوياشيكي
- حفيد الحكيم - أوليفر شتروم
- فروتس باسكت 1st season - كازوما سوما
- فروتس باسكت 2nd season - كازوما سوما
- فروتس باسكت The Final - كازوما سوما

### أنمي الإنترنت
- نينجا سلاير فروم أنيميشن - نينجا سلاير
- أوبسوليت - مياجيما
- بي البداية - غيلبرت روس

### أوفا أنمي
- لاست أوردر: فاينل فانتسي VII - سيفيروث
- تيلز أوف فانتازيا ذي أنيميشن - داوس
- تيلز أوف سيمفونيا ذي أنيميشن: سيلفارانت - يوان
- تيلز أوف سيمفونيا ذي أنيميشن: تيثيالا - يوان
- تيلز أوف سيمفونيا ذي أنيميشن: اتحاد العوالم - يوان

### أفلام أنمي
- فاينل فانتسي VII: أدفنت تشيلدرن - سيفيروث
- فيلم بليتش: ميموريز أوف نوبودي - إيشّين كوروساكي
- فيلم بليتش: ذا داياموند داست ريبيليون, هيورينمارو آخر - إيشّين كوروساكي
- فيلم بليتش: فصل الجحيم - إيشّين كوروساكي
- إينوياشا: قلعة ما وراء المرآة - ناراكو
- فيلم ناروتو شيبودن: البرج المفقود - ميناتو ناميكازي
- سنغوكو باسارا: ذا لاست بارتي - كاتاكورا كوجورو
- فيلم خيميائي الفولاذ: نجم ميلوس المقدس - أطلس
- قرصان الفضاء كابتن هارلوك (فيلم 2013) - إيسولا
- سينت سيا: ليجند أوف سانكتشواري - ساجيتاريوس آيولوس
- ملك الشوك - ماركو أوين
- باتمان النينجا - ذو الوجهين
- سورد آرت أونلاين ذا موفي: أوردينال سكيل - سيجيرو كيكوؤكا
- الخطايا السبع المميتة: أسرى السماء - بيلليون
- ريزدنت إيفل: دامنيشن - ليون س. كينيدي
- المحقق كونان: الرصاصة القرمزية - شوكيتشي هانيدا
- غينتاما: ذا فاينل - زينزو هاتوري
- قاتل الشياطين الفيلم: قطار اللانهاية - كاغايا أوبوياشيكي
- سلسلة أفلام إيوريكا سفن: هاي-إيفولوشن
  - إيوريكا سفن: هاي-إيفولوشن 1 - هولاند نوفاك
- كرايون شين-تشان: تصادم! مملكة راكوغا و الأبطال الأربعة بالكاد - هيروشي نوهارا

## أدواره في ألعاب الفيديو
- فاينل فانتسي VII ريميك - سيفيروث
- كرايسس كور: فاينل فانتسي VII - سيفيروث
- ديسيديا: فاينل فانتسي - سيفيروث
- ديسيديا 012: فاينل فانتسي - سيفيروث
- ديسيديا: فاينل فانتسي NT - سيفيروث
- سنغوكو باسارا: ساموراي هيروز - كوجورو كاتاكورا
- مارفيل vs كابكوم : كلاش أوف سوبر هيروس - ريو, تشارلي
- كابكوم فايتينغ إيفولوشن - ريو
- مارفل فرسس كابكوم 3 - دانتي
- ألتيميت مارفل فرسس كابكوم 3 - دانتي
- تيلز أوف سيمفونيا - يوان
- تيلز أوف سيمفونيا: دون أوف ذا نيو وورلد - يوان
- تيلز أوف فرسس - داوس
- تيلز أوف بيرسيريا - آيزن
- سلسلة كينغدوم هارتس
  - كينغدوم هارتس II - سيفيروث
  - كينغدوم هارتس بيرث باي سليب - أمير سنو وايت
- تيكن 3 - هوورانغ
- سول إدج - هيشيرو ميتسوروغي، هوانغ سونغ-غيونغ
- سول كاليبر - هيشيرو ميتسوروغي
- سول كاليبر II - هيشيرو ميتسوروغي
- سول كاليبر III - هيشيرو ميتسوروغي
- سول كاليبر IV - هيشيرو ميتسوروغي
- سول كاليبر V - هيشيرو ميتسوروغي
- جوجوز بيزار أدفنتشر: أول ستار باتل - ديافولو
- جوجوز بيزار أدفنتشر: آيز أوف هيفن - ديافولو
- ناروتو شيبودن: ألتيميت نينجا ستورم ريفولوشن - ميناتو ناميكازي، كيميمارو
- ناروتو شيبودن: ألتيميت نينجا ستورم 4 - ميناتو ناميكازي، كيميمارو
- سايلنت بومبر - يوتا فيت
- غود إيتر 2 - غيلبرت ماكلين
- غود إيتر 2 ريج بورست - غيلبرت ماكلين
- نيوه - هاتوري هانزو
- نيوه 2 - هاتوري هانزو
- إيتاداكي ستريت: دراغون كويست آند فاينل فانتسي ثيرتيث أنيفيرساري - سيفيروث

## أدواره في الدبلجة اليابانية
- سبايدرمان (1994) - بيتر باركر/سبايدرمان
- سبايدرمان 3 - إيدي بروك/فينوم
- حرب النجوم: حرب المستنسخين - أوبي وان كينوبي
- متمردو حرب النجوم - أوبي وان كينوبي
- ترانسفورمرز: برايم - أوبتيموس برايم
- غلي - ويل شوستر
- مهمة مستحيلة 3 - إيثان هانت
- مهمة مستحيلة: بروتوكول الشبح - إيثان هانت
- اليوم الذي تبقى فيه الأرض صامدة - كلاتو
- ذا لاست ساموراي - نيثن ألغرين
- الإشارات - ميريل هيس
- القرية - لوشيوس هنت
- حرب العوالم - راي فيرير
- ثلاثية أفلام الهوبيت
  - الهوبيت : رحلة غير متوقعة - بيلبو باجنز
  - الهوبيت: قفرة سموغ - بيلبو باجنز
  - الهوبيت: معركة الجيوش الخمسة - بيلبو باجنز
- السرعة والغضب 1 - برايان أوكونور
- سريع جدا غاضب جدا - برايان أوكونور
- عصابات نيويورك - أمستردام فالون
- شرلوك - جون واتسون
- صراع العروش - تيريون لانستر
- فيلم النحلة - راي ليوتا
- فيلم ليغو - إيميت، سوبرمان
- مليون طريقة للموت في الغرب - ألبرت ستارك
- زولاندر - هانسل
- المومياء (فيلم 1999) - ريك أوكونيل
- عودة المومياء - ريك أوكونيل
- المومياء: قبر إمبراطور التنين - ريك أوكونيل
- زوتوبيا - تيك واليد

## وصلات خارجية
- توشيوكي موريكاوا على موقع IMDb (الإنجليزية)
- توشيوكي موريكاوا على موقع ميوزك برينز (الإنجليزية)
- توشيوكي موريكاوا على موقع أول موفي (الإنجليزية)
- توشيوكي موريكاوا على موقع أول ميوزيك (الإنجليزية)
- توشيوكي موريكاوا على موقع ديسكوغز (الإنجليزية)
- توشيوكي موريكاوا على موقع قاعدة بيانات الفيلم (الإنجليزية)
- توشيوكي موريكاوا على موقع ANN person (الإنجليزية)